# Barthmühle
Barthmühle ist eine zur Gemeinde Pöhl im Vogtlandkreis (Freistaat Sachsen) gehörige Siedlung an der Weißen Elster. Die Siedlung liegt in der Flur der Orte Jocketa, Trieb und Liebau, die am 1. Januar 1994 mit weiteren Orten zur neuen Gemeinde Pöhl zusammengeschlossen wurden.

## Geografie

### Lage
Barthmühle befindet sich in der Nähe der Elstertalbrücke, der zweitgrößten Ziegelbrücke der Welt. Die Siedlung liegt zum größten Teil am Westufer der Weißen Elster, nur der Bahnhof befindet sich am Ostufer. Im Ort mündet der Dölaubach in die Weiße Elster. Der Großteil der Siedlung Barthmühle liegt in den Fluren der Pöhler Ortsteile Jocketa und Trieb, nur der Bahnhof am Ostufer der Weißen Elster befindet sich in der Flur des Pöhler Ortsteils Liebau. Barthmühle befindet sich am Westrand der Gemeinde Pöhl im Zentrum des Naturraumes Vogtland (Vogtländische Schweiz) im sächsischen Teil des historischen Vogtlands.

### Nachbarorte
|         | Trieb                                       | Liebau  |
| Jößnitz | Kompassrose, die auf Nachbargemeinden zeigt | Jocketa |
|         | Röttis                                      |         |

## Geschichte

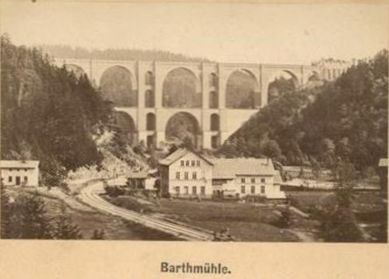
Elstertalbrücke mit Barthmühle

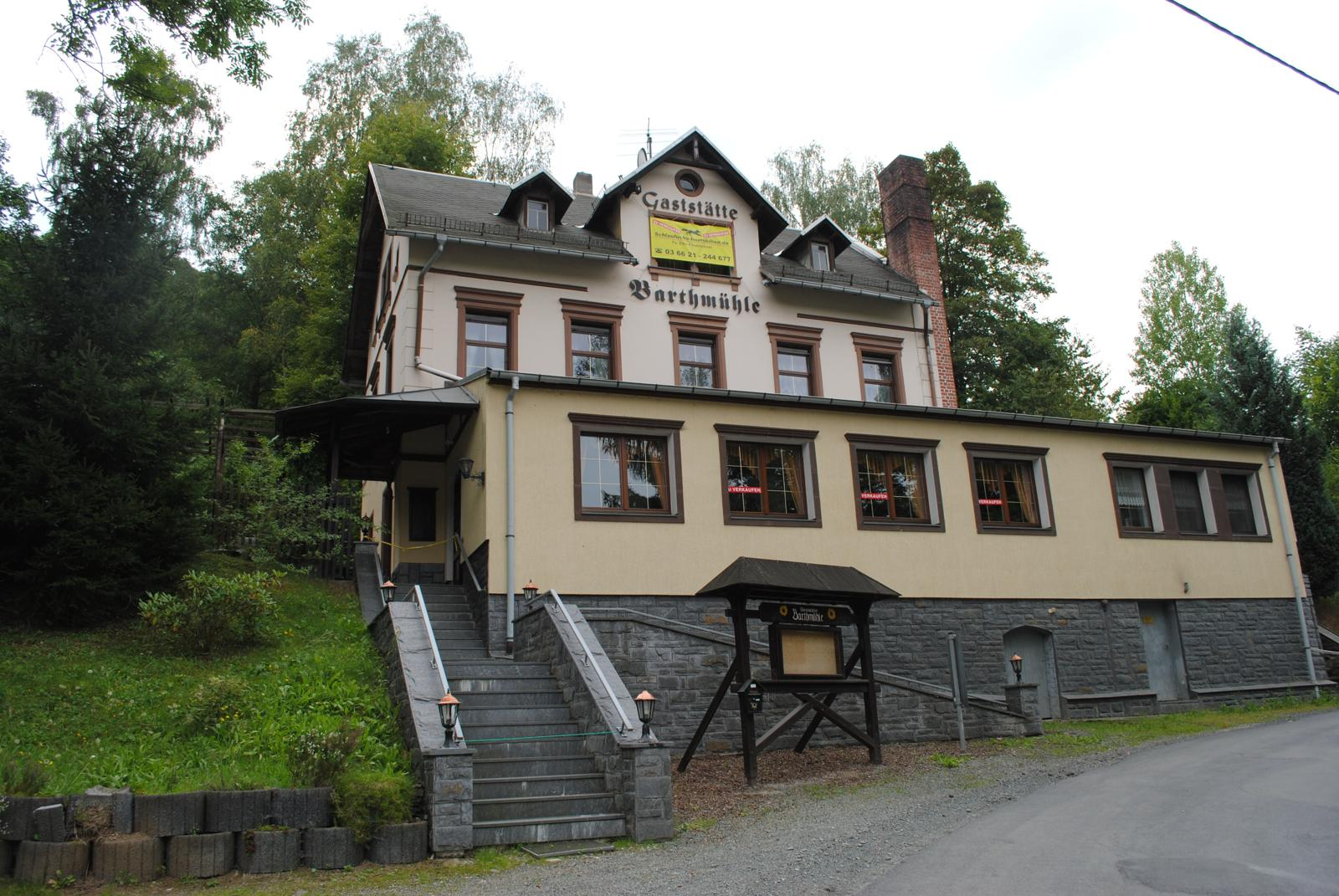
Gaststätte Barthmühle

Barthmühle war ursprünglich der Name einer einzelnen Mühle an der Weißen Elster. Um sie herum entwickelte sich später eine Eisenbahnersiedlung, die diesen Namen für die Ortslage übernahm. Ein früher urkundlicher Hinweis auf ihre Existenz ist bereits für 1394 anzunehmen und beruht auf dem Vermerk „von des mulners guten gesessen undirm Röttys“. Sie wurde 1533 als „die Bartmul“ erwähnt. Die Barthmühle gehörte zur Grundherrschaft des Ritterguts Röttis und nach 1800 zu Liebau.
Die ursprüngliche Siedlung entstand um die gleichnamige Mühle. Bezüglich der Verwaltung gehörte Barthmühle bis 1856 zum kursächsischen bzw. königlich-sächsischen Amt Plauen. Die Anteile von Barthmühle, die in den Fluren von Jocketa, Liebau und Trieb lagen, gehörten ab 1856 zum Gerichtsamt Elsterberg, während der unter Röttis stehende Anteil zum Gerichtsamt Plauen gehörte. Im Jahr 1875 wurde Barthmühle der Amtshauptmannschaft Plauen angegliedert. Zu dieser Zeit war die Zugehörigkeit von Barthmühle bereits von Röttis auf Liebau übergegangen.
Der Bahnhof Barthmühle an der Bahnstrecke Gera Süd–Weischlitz (Elstertalbahn), dessen Empfangsgebäude aus Fachwerk unter Denkmalschutz steht, wurde am 15. Juli 1879 eröffnet. Er befindet sich in der Flur von Liebau, das am 1. Juli 1950 nach Ruppertsgrün eingemeindet wurde. Mit der Eingemeindung von Trieb nach Jocketa wurden die in der Flur Jocketa und in der Flur Trieb liegenden Anteile von Barthmühle am 1. Januar 1974 in einer Gemeinde vereint. Durch die zweite Kreisreform in der DDR kam Barthmühle in der Gesamtheit im Jahr 1952 zum Kreis Plauen-Land im Bezirk Chemnitz (1953 in Bezirk Karl-Marx-Stadt umbenannt), der ab 1990 als sächsischer „Landkreis Plauen“ fortgeführt wurde und 1996 im Vogtlandkreis aufging. Barthmühle war wie Trieb und Neudörfel ein Ortsteil der Gemeinde Jocketa, die am 1. Januar 1994 mit weiteren Orten, u. a. der Gemeinde Ruppertsgrün mit Liebau, zur Gemeinde Pöhl zusammengeschlossen wurde.
Barthmühle war bis 2018 staatlich anerkannter Erholungsort.

## Infrastruktur
Barthmühle (Ort und Mühle) besitzt einen Bahnhof an der Bahnstrecke Weischlitz–Plauen–Greiz–Gera (Elstertalbahn). Politisch wird die Barthmühle zwar von Pöhl verwaltet, aber topographisch wird sie mit dem Stadtteil Jößnitz von Plauen geteilt.

## Kultur und Sehenswürdigkeiten
Heute ist die Barthmühle hauptsächlich als Ziel für Touristen bekannt. In der Vogtländischen Schweiz gelegen, kann man von hier aus Elstertal, Triebtal, Talsperre Pöhl und Elstertalbrücke erwandern. Es gibt eine Gaststätte mit Biergarten, die Momo's Barthmühle heißt.
Auch der Elsterradweg führt hier entlang.
Zwischen der Barthmühle und der Rentzschmühle liegt die urkundlich erstmals 1327 als castrum lubawe erwähnte Ruine der Burg Liebau.